# No Guts, No Glory (Airbourne)
No Guts, No Glory is het tweede volledige studioalbum van Airbourne. Twee van de tot 2010 uitgegeven media waren ep’s.
Alle van Joel en Ryan O'Keeffe
| Nr. | Titel                        | Duur |
| --- | ---------------------------- | ---- |
| 1.  | Born To Kill                 | 3:39 |
| 2.  | No Way But The Hard Way      | 3:34 |
| 3.  | Blonde, Bad And Beautiful    | 3:49 |
| 4.  | Raise The Flag               | 3:32 |
| 5.  | Bottom Of The Well           | 4:29 |
| 6.  | White Line Fever             | 3:10 |
| 7.  | It Ain't Over Till It's Over | 3:17 |
| 8.  | Steel Town                   | 3:08 |
| 9.  | Chewin' The Fat              | 3:11 |
| 10. | Get Busy Livin'              | 3:36 |
| 11. | Armed And Dangerous          | 4:12 |
| 12. | Overdrive                    | 3:22 |
| 13. | Back On The Bottle           | 3:50 |

Op de special edition staan de volgende extra nummers:
| Nr. | Titel                              | Duur |
| --- | ---------------------------------- | ---- |
| 14. | Loaded Gun                         | 2:51 |
| 15. | My Dynamite Will Blow You Sky High | 3:24 |
| 16. | Rattle Your Bones                  | 2:36 |
| 17. | Kickin' It Old School              | 2:37 |
| 18. | Devil's Child                      | 2:12 |